# Едуард Стюерман
Едуард Стюерман (пол. Edward Steuermann; Eduard Steuermann; 18 червня 1892, Самбір, Австро-Угорська імперія — 11 листопада 1964, Нью-Йорк) — американський піаніст, педагог та композитор єврейського походження.

## Життєпис
Штейерман навчався гри на фортепіано у Вілема Курца у Львівській консерваторії та Ферруччо Бусоні в Берліні, а композицію вивчав у Енгельберта Гумпердінка та Арнольда Шенберга. Він зіграв фортепіанну роль у першому виконанні П'єро Лунайра Шенберга та прем'єрував свій концерт з фортепіано. Він продовжив свою співпрацю зі Шенбергом як піаністом Товариства композиторів для приватних музичних виступів у Відні. 26 листопада 1944 року він брав участь у радіопрем'єрі фільму Шенберга «Ода Наполеона Бонапарта» разом із Нью-Йоркською вілармонічним оркестром під керуванням Артура Родзінського. У 1952 році Міжнародним товариством сучасної музики нагороджений медаллю Шенберга. Викладав на курсах нової музики у Дармштадті.
Стюерман, батьки якого були не практикуючими євреями, емігрував до США у 1938 році, аби уникнути антисемітської політики нацистської Німеччини. У США він прославився своїм виконанням творів Бетховена у 1950-х роках. Упродовж 1952—1964 років викладав у школі Джуйльярда. В Америці він був відомий, як Едвард Стюерман. Серед видатних виконавців, які навчалися зі Стюерманом, — Альфред Брендель, Якоб Гімпель, Мура Лімпані, Менахем Пресслер, Аврахам Штернклар та Рассел Шерман. Серед його учнів  — філософ Теодор Адорно, композитор Гюнтер Шуллер, теоретики Едвард Т. Кон та Девід Левін.
У 1964 році помер від лейкемії. У 1989 році Університет штату Небраска опублікував збірку творів Стюермана під назвою «Не зовсім невинний спостерігач: Питання Едварда Стюермана» (ISBN 0803241917). Книгу спільно редагували Клара Стюерман, Девід Х. Портер та Гюнтер Шуллер.

## Родина
У 1949 році Стюерманн одружився з Кларою Сілверс — піаніст і відомий музичний бібліотекар. Його сестра Салька Віртель була актрисою. 